# Kurt Bernd Mayer
Kurt Bernd Mayer (auch Kurt B. Mayer, * 6. September 1916 in Zürich, Schweiz; † 13. September 2006 in den USA) war ein schweizamerikanischer Soziologe.

## Leben

### Familie und Ausbildung
Kurt Bernd Mayer, Sohn des Salomon Charles Mayer und dessen Ehefrau Anna geborene Hirsch, legte 1935 die eidgenössische Maturität am Kantonsgymnasium Zürich ab. Mayer studierte danach bis 1939 Wirtschaftswissenschaften an der Universität Zürich, unterbrochen durch einen Studienaufenthalt an der London School of Economics and Political Science in den Jahren 1936 sowie 1937. Kurt Bernd Mayer erwarb 1951 den akademischen Grad eines Doctor of Philosophy an der Columbia University.
Kurt Bernd Mayer heiratete am 28. März 1942 Dr. Elizabeth Meyer. Dieser Ehe entstammten die Kinder Charles David, Eva Marion und David Henry. Er starb im September 2006 eine Woche nach Vollendung seines 90. Lebensjahres.

### Beruflicher Werdegang
Kurt Bernd Mayer trat nach diversen Tätigkeiten 1947 eine Dozentenstelle an der New School for Social Research in New York City an. Zusätzlich war Mayer seit 1948 als Sociology Instructor an der Rutgers University eingesetzt. 1953 folgte er einer Berufung als Assistant Professor of Sociology an die Brown University nach Providence, 1953 wurde er zum Associate Professor, 1956 zum Full Professor befördert, 1957 wurde ihm die Leitung des Department of Sociology and Anthropology übertragen. 1963 hatte er eine Gastprofessur an der Australian National University inne, im Folgejahr forschte er als Guggenheim-Stipendiat an der Universität Bern. 1966 übersiedelte er in die Schweiz, dort wurde er zum ordentlichen Professor für Soziologie an der Universität Bern ernannt, 1971 wurde er emeritiert.
Der durch grundlegende Abhandlungen betreffend sein Fachgebiet hervorgetretene Kurt Bernd Mayer wurde zum Fellow der American Sociological Association sowie zum Mitglied der Population Association of America, der International Union for the Scientific Study of Population, der American Association of University Professors und der Schweizerischen Gesellschaft für Soziologie gewählt.

## Schriften
- The Population of Switzerland. Columbia University Press, New York, 1952
- Economic Development and Population Growth in Rhode Island. Brown University Press, Providence, 1953
- zusammen mit Sidney Goldstein: Migration and Economic Development in Rhode Island. Brown University Press, Providence, 1958
- zusammen mit Sidney Goldstein: The First Two Years: Problems of Small Firm Growth and Survival. Small Business Administration, Washington, D.C., 1961
- Metropolitanization and population change in Rhode Island. in: R.I. State Planning section, pub., no. 3, Rhode Island Development Council, Planning Division, Providence, 1961
- Gibt es in Amerika noch soziale Klassen?. in: Swiss journal of economics and statistics, Bd. 99, Lang, Bern, 1963, S. 158–171.
- Einführung in die Bevölkerungswissenschaft. Kohlhammer, Stuttgart, 1972 ISBN 3-1700-1102-2
- Amerikanische Untersuchungen zur Machtstruktur der Gemeinde. in: Erich Gruner, Beat Junker, Peter Gilg, Richard Reich: Geschichte und politische Wissenschaft: Festschrift für Erich Gruner zum 60. Geburtstag, Francke, Bern, 1975, S. 329–361.
- Die jüdische Bevölkerung der Schweiz im Spiegel der Volkszählung 1970. Schweizerischer Israelitischer Gemeindebund 1975, Zürich, 1975
- zusammen mit Walter Frederick Buckley: Soziale Schichtung : eine Einführung. in: SOZ Flexibles Taschenbuch, Enke, Stuttgart, 1976